# Giesbergeria sinuosa
Giesbergeria sinuosa es una especie de  bacteria gramnegativa del género Giesbergeria. Fue descrita en el año 2006. Su etimología hace referencia a sinuosa. Anteriormente conocida como Aquaspirillum sinuosum. Es aerobia y móvil por flagelos bipolares. Tiene un tamaño de 0,6-0,9 μm de diámetro. Catalasa positiva. Se ha aislado de agua dulce. 